# Brigueuil
 Brigueuil  es una comuna y población de Francia, en la región de Poitou-Charentes, departamento de Charente, en el distrito de Confolens y cantón de Confolens-Sud.
Su población en el censo de 1999 era de 1.007 habitantes.
Está integrada en la Communauté de communes de Haute Charente .

## Demografía
| 1164 | 1108 | 978 | 957 | 995 | 1007 |
| Para los censos de 1962 a 1999 la población legal corresponde a la población sin duplicidades (Fuente: INSEE [Consultar]) |      |     |     |     |      |